# Saint-Hérent
Saint-Hérent är en kommun i departementet Puy-de-Dôme i regionen Auvergne-Rhône-Alpes i centrala Frankrike. Kommunen ligger i kantonen Ardes som tillhör arrondissementet Issoire. År 2022 hade Saint-Hérent 111 invånare.

## Befolkningsutveckling
Antalet invånare i kommunen Saint-Hérent
| Referens: INSEE |